# غدد سطح نای
غدد سطح نای (به انگلیسی: gland of the trachea) به مجموعه سلول‌های ترشح‌کننده مخاط (موکوس) می‌گویند که سطح نای را می‌پوشانند و در کف نای دو دسته سلول وجود دارد.
- سلول‌های ترشح‌کننده مخاط (جزء غدد برون ریز)
- سلول‌های مژگ دار

این دو سلول با یکدیگر به‌طور هماهنگ کار می‌کنند تا هوایی که وارد نای می‌شود را تصفیه کنند و این هوا را فاقد گرد و غبار کنند. این سلول‌ها به کمک مخاط آلودگی را جذب کرده و به کمک مژک‌ها آن‌ها را به سمت بالا هدایت می‌کنند. این سلول‌ها به شکل اپیتلیوم استوانه‌ای چند لایهٔ مژکدار هستند.

## آسیب شناسی
در افراد سیگاری، این مژک‌ها و غده‌های ترشح‌کننده مخاط به تدریج از کار می‌افتند، بنابراین چنین افرادی برای خارج کردن ذرات موجود در دود سیگار دچار مشکل می‌شوند و اغلب سرفه می‌کنند.